# Мечеть Бібі-Ханим
Мечеть Бібі-Ханим (букв. «Старша принцеса») (рання назва — Масжіді джамі) (узб. Bibi-Xonim masjidi) — архітектурний пам'ятник 1399—1404 років у Самарканді, грандіозна соборна мечеть Тамерлана, пишно прикрашена кахлями, різьбленим мармуром і розписами. Відновлена з руїн наприкінці XX століття. Пам'ятка перебуває на вулиці Іслама Карімова.

## Заснування мечеті
Мечеть споруджена за наказом Тамерлана після його переможного походу на Індію. Будівництво розпочато у травні 1399. Місцезнаходження майбутньої мечеті вибирав сам Тимур. У будівництві задіяні майстри з різних країн: Індії, Ірану, Хорезма, Золотої Орди.
До вересня 1404 основна частина комплексу була вже побудована. У дворі мечеті могли одночасно молитися 10 000 осіб.
Згідно з легендою, мечеть отримала свою назву на честь коханої дружини Тамерлана. Повернувшись з переможного індійського походу, Тимур у 1399 році для звершення п'ятничного намазу розпочав будівництво соборної мечеті, якій людський поголос привласнив ім'я Бібі-Ханим.
Іспанський посол де Клавіхо повідомляє: «У неділю, 4 числа місяця рамадану 801 року (1399 рік нашого літочислення), вправні інженери і досвідчені майстри у годину, щасливу і передбачену зірками, заклали основу будівлі. Двісті людей каменотесів з Азербайджану, Фарса, Індостану та інших країн працювали в самій мечеті і 500 чоловік у горах наполегливо працювали над обтесуванням каменю і відправленням його до міста. Артілі майстрів і ремісників, зібравшись з усіх кінців світу до підніжжя трону, докладали кожен у своїй області ретельне старання. Для зосередження матеріалів 95 гороподібних слонів доставлені були з країн Індії до Самарканду і пущені у справу». Для прискорення робіт Тимур доручив нагляд над окремими ділянками будівництва різним царевичам і емірам, які намагалися спритністю проявити свою старанність. Портальну арку, основну будівлю мечеті, стіни і аркади будували артілі майстрів, яких направляв головний будівельник, що мав об'ємну модель споруди. Про це розповідають старі мініатюри.
Всього кілька місяців стежив Тимур за будівництвом мечеті, але незабаром він на цілі роки відволікся на новий військовий похід — на цей раз на Османську імперію. Будівництво тривало без нього. Про цей-от період народна фантазія і створила кілька легенд.

## Легенди
Згідно з переказами, дружина еміра красуня Бібі-Ханим задумала до повернення чоловіка вибудувати йому в подарунок мечеть, якої не бачив світ. Були побудовані мінарети, навколо просторого двору виріс ліс біломармурових колон, і блакитний купол змагався з небесним склепінням. Залишалося тільки замкнути високу арку порталу. Але молодий архітектор не поспішав, бо він любив Бібі-Ханим, а завершення будівництва неминуче означало вічну розлуку з нею. А цар тим часом уже наближався до Самарканду і в нетерпінні своєму слав гінців. Бібі-Ханим благала будівельника пришвидшити роботи, але той зажадав небачену по зухвалості нагороду — права поцілувати царицю. Розважлива Бібі-Ханим, опираючись, переконувала його, що жінки всі однакові, як розфарбовані яйця. На доказ чого спостережлива цариця послала закоханому упертюху ціле блюдо різнобарвних яєць, радячи очистити їх і порівняти, а переконавшись, вгамуватися і поцілувати будь-яку придворну красуню. Ніщо не допомагало! І цариці довелося поступитися, підставивши чарівну щічку. У вирішальний момент вона встигла, щоправда, затулитися рукою (за іншими відомостями — подушкою), але жар поцілунку був такий сильний, що пропалив усі перепони і залишив плямочку на рожевому обличчі Бібі-Ханим. Її-то, вдосталь намилувавшись новою мечеттю, миттю примітив правитель, що повернувся. Кинулися ловити спокусника, а той, виявляється, зробив крила і давно полетів.
В реальності ж, повернувшись із далекого походу, Тимур розлютився від того, що портал його мечеті був не настільки величний, як йому хотілося. У всякому разі, нижче медресе, збудованого його головною дружиною Сарай-мульк ханим, тобто Бібі-Ханим з наведеної легенди, що стояв навпроти. На момент побудови мечеті дружині Тимура було за шістдесят, тому вона навряд чи могла бути учасницею романтичної історії, наведеної у легенді.

## Останній етап будівництва
Тимур, який відвідав мечеть у вересні 1404 року, був розгніваний і наказав стратити вельможу, який наглядав за будівництвом. Повелитель наказав зруйнувати вхідний портал і вибудувати новий. Біля фундаменту розрили ями, розібрали кладку, щоб підвалини втратили опору і впали. Тимур був хворий, але він звелів носити себе туди, де йшли роботи. «Потім він наказував, — пише у своєму щоденнику де Клавіхо, — приносити туди вареного м'яса і кидати його тим, які працювали в ямі, точно як собакам; іноді він сам своїми руками кидав м'ясо і так підбадьорював робочих, що аж дивно; і бувало, що наказував кидати до ями гроші. Над цією спорудою також працювали вдень і вночі; вона припинилася, як і роботи по проведенню вулиці, тому, що почав падати сніг». Потужну арку було перекинуто над центральним отвором. Величезний подвійний купол простягався на сорокаметровій висоті. Двір з колодязем оточував цілий ліс колон, що будувалися по чотири і дев'ять рядів. У їх тіні розстеляли свої килимки під час полуденного п'ятничного намазу десятки тисяч правовірних.
У широкому і вражаючому порталі, обробленому різьбленим мармуром, укріплені литі з семи металів, зокрема — золота і срібла, полотнища воріт. Коли їх відчиняли, тонкий метал вібрував і видавав дзвін.
З-під головного купола, де світло незліченних світильників і люстр не могло розвіяти вічний морок, зі сходинкового мінбару нісся розмірений голос імама, який читав священні сури Корану. Недарма говорив Шериф-ад-дін-ал-Язді: «Якщо ти шукаєш порівняння для арки її максури, нічого не можна сказати, окрім як — Чумацький шлях і небесне склепіння. Купол був би єдиним, якби небо не було його повторенням, і єдиною була б арка, якби Чумацький шлях не виявився її парою. Звук величезних брам її, складених зі сплаву семи металів, закликає тих, хто молиться, із семи кліматів до будинку ісламу. Блиск від сяйва літер і слів сури „Печера“ та інших чудових віршів Корана на стінах її».
Від доповнюваним Бібі-Ханим медресе Сарай-мульк ханим зберігся кутовий восьмикутний мавзолей із кахельним і розписним декором.
Мечеть має дворову композицію (78х64 м). По головній осі прямокутного двору розташовані парадний портал входу і в глибині основний купольний обсяг — приміщення мечеті. На поперечній осі двору знаходяться дві однакові портально-купольні будівлі. Усі ці 4 основні обсяги об'єднані багатокупольною галереєю на 400 кам'яних колонах.
Будинки мечеті були в значній мірі відреставровані за роки незалежності Узбекистану.

## Фото
| Соборна мечеть Тимура | Мавзолей | Портал | Пюпітр |